# Big Man with a Gun
Pistes de The Downward Spiral
I Do Not Want This A Warm Place
Big Man with a Gun est une chanson du groupe de metal industriel Nine Inch Nails et la neuvième piste de l'album The Downward Spiral.
On murmure que l'effet sonore au début de la chanson est une actrice de films pour adultes.  Le bruit aurait été exécuté à travers un programme de Tommy Lee, qui a appelé le son qui en résulte "Steakhouse".

## Chanson
Dans le numéro de Spin Magazine en mars 1996 Trent Reznor a déclaré ce qui suit au sujet de cette chanson :
« L'enregistrement était terminé. J'avais écrit ces paroles assez rapidement et je ne savais pas si j'allais les utiliser ou non. Pour moi, The Downward Spiral s'est réalisé avec un certain degré de folie. À l'origine de la chanson Big Man with a Gun, c'était de la folie. Mais elle consistait aussi à se moquer des conneries misogynes qu'on retrouve dans le gangsta rap. [...]. J'en écoute beaucoup et j'apprécie, mais je pourrais me passer de la dimension de violence misogyne et de haine des femmes. Mais c'est exactement de cette façon que ma chanson a été interprétée. Les paroles ont été sorties de leur contexte, et c'est ridicule.  »
— Trent Reznor,
.
La chanson est courte, rapide, violente et énergique. Elle contient différents riffs de guitares distordues.